# Sericanthe burundensis
Sericanthe burundensis  (лат.) — вид двудольных растений рода Sericanthe семейства Мареновые (Rubiaceae). Впервые описан бельгийским ботаником Элмаром Роббрехтом в 1978 году.

## Распространение и среда обитания
Эндемик Бурунди. Типовой экземпляр собран на лесном участке в местности Кумуянге (провинция Бурури) на высоте 2000 м.

## Ботаническое описание
Нанофанерофит либо фанерофит.
Кустарник.
Цветки восьмилепестковые, ароматные, белого цвета.
Плоды шаровидной формы.